# フェイク・オフ〜完全なる相関図〜
『フェイク・オフ〜完全なる相関図〜』（フェイク・オフ かんぜんなるそうかんず）は、一部フジテレビ系列局で放送されていたフジテレビ製作のトークバラエティ番組。製作局のフジテレビでは、2006年9月19日に一度『ニューカマーズ』枠で宮瀬茉祐子（当時フジテレビアナウンサー）が司会を務めるパイロット版が放送された後、同年10月16日から2007年3月19日まで『登龍門』第1枠の番組として放送された。
番組は、ゲスト出演者たちが自身の交友関係を自分目線で記した相関図を訂正していき、客観的な相関図を完成させることをコンセプトにしていた。

## 出演者

### 司会
- 劇団ひとり（ひとり推奨派）
- 片瀬那奈

### 人間関係を司る神様
- ケンドーコバヤシ（声）

### ゲスト出演者
- 第1回（10/16） - 宇梶剛士
- 第2回（10/23） - ピーター
- 第3回（10/30） - 水野裕子
- 第4回（11/6）・第5回（11/13） - おぎやはぎ（小木博明・矢作兼）
- 第6回（11/20） - 坂下千里子
- 第7回（11/27） - アンガールズ（山根良顕・田中卓志）
- 第8回（12/4） - 関根勤
- 第9回（12/11） - 西川史子
- 第10回（12/18） - 総集編
- 第　回（2/12）・第　回（2/19） - フットボールアワー（岩尾望・後藤輝基）
- 第　回（2/26） - 矢口真里
- 第　回（3/5） - 長州小力
- 第　回（3/12） - ほしのあき
- 第　回（3/19） - 片瀬那奈

## スタッフ
- チーフプロデューサー：宮道治朗
- プロデューサー：坪井貴史
- 監修：塩谷亮、木村剛
- 演出：松本祐紀
- ディレクター：石武士、夫馬教行、小林智武、伊藤嘉彦、平山圭介、金森泰彦、市村智哉
- 構成：堀江利幸、桜井慎一、田中到、大平カンフー
- 技術協力：ニユーテレス、IMAGICA、FLT
- 制作：フジテレビバラエティ制作センター
- 制作著作：フジテレビ

## 放送局
| 放送対象地域   | 放送局                     | 系列           | 放送曜日および放送時間                           | 放送日の遅れ |
| -------------- | -------------------------- | -------------- | ------------------------------------------------ | ------------ |
| 関東広域圏     | フジテレビ（CX）（製作局） | フジテレビ系列 | 月曜 24時45分 - 25時08分 （TSSのみ25時10分まで） | ----         |
| 岩手県         | 岩手めんこいテレビ（MIT）  | フジテレビ系列 | 月曜 24時45分 - 25時08分 （TSSのみ25時10分まで） | ----         |
| 宮城県         | 仙台放送（OX）             | フジテレビ系列 | 月曜 24時45分 - 25時08分 （TSSのみ25時10分まで） | ----         |
| 広島県         | テレビ新広島（TSS）        | フジテレビ系列 | 月曜 24時45分 - 25時08分 （TSSのみ25時10分まで） | ----         |
| 長野県         | 長野放送（NBS）            | フジテレビ系列 | 月曜 24時35分 - 24時58分                         | 7日遅れ      |
| 熊本県         | テレビ熊本（TKU）          | フジテレビ系列 | 月曜 24時35分 - 24時58分                         | 7日遅れ      |
| 愛媛県         | テレビ愛媛（EBC）          | フジテレビ系列 | 月曜 24時35分 - 25時00分                         | 7日遅れ      |
| 佐賀県         | サガテレビ（sts）          | フジテレビ系列 | 月曜 24時35分 - 25時05分                         | 7日遅れ      |
| 大分県         | テレビ大分（TOS）          | フジテレビ系列 | 火曜 25時26分 - 25時51分                         | 8日遅れ      |
| 福岡県         | テレビ西日本（TNC）        | フジテレビ系列 | 火曜 25時50分 - 26時15分                         | 8日遅れ      |
| 中京広域圏     | 東海テレビ（THK）          | フジテレビ系列 | 木曜 24時35分 - 25時00分                         | 10日遅れ     |
| 北海道         | 北海道文化放送（uhb）      | フジテレビ系列 | 木曜 25時38分 - 26時01分                         | 10日遅れ     |
| 山形県         | さくらんぼテレビ（SAY）    | フジテレビ系列 | 木曜 25時30分 - 25時55分                         | 17日遅れ     |
| 鹿児島県       | 鹿児島テレビ（KTS）        | フジテレビ系列 | 日曜 14時35分 - 15時00分                         | 19日遅れ     |
| 秋田県         | 秋田テレビ（AKT）          | フジテレビ系列 | 日曜 25時40分 - 26時03分                         | 20日遅れ     |
| 新潟県         | 新潟総合テレビ（NST）      | フジテレビ系列 | 月曜 24時35分 - 24時58分                         | 21日遅れ     |
| 岡山県・香川県 | 岡山放送（OHK）            | フジテレビ系列 | 金曜 25時20分 - 25時45分                         | 約3か月遅れ  |